# 増位山
増位山（ますいざん、ますいやま）は、兵庫県姫路市中部に位置する山で西播丘陵県立自然公園に含まれている。

## 地理
- 市川と夢前川に挟まれた山地の南端に当たり、西には広峰山が連なる。
- 山頂からは、姫路城を含め姫路市街が一望できる。
- 山頂の北西に随願寺がある。周囲はハイキングの好適地。
- 北麓に播磨空港計画があったが、兵庫県は2002年5月、建設を事実上断念した。

## 旧跡・観光地
- 増位山随願寺 - 播磨天台六山の一つ。

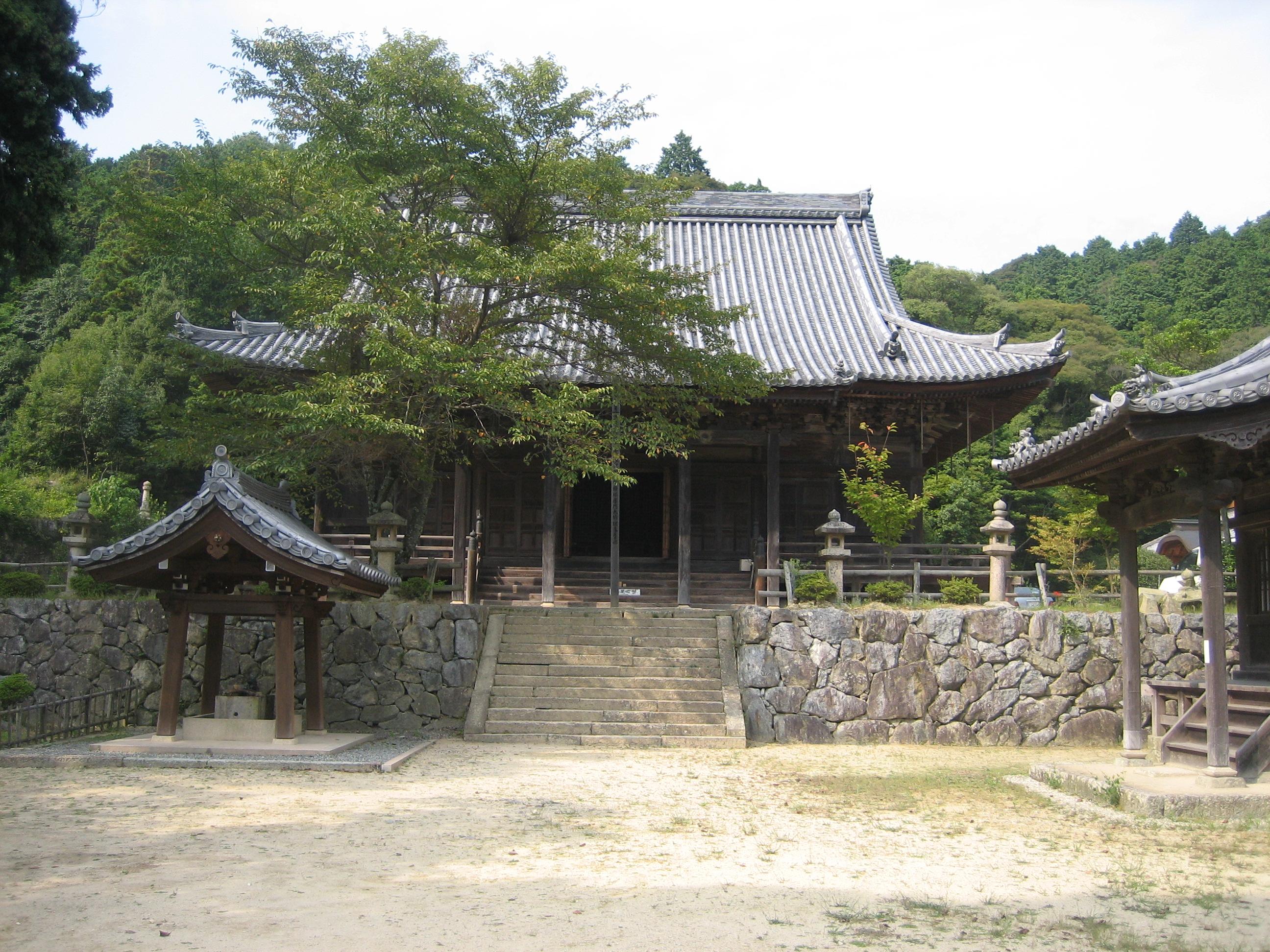
増位山随願寺

- そうめん滝 - 増位山北麓の渓谷。キャンプ場や遊歩道がある。
- 佐伯神社

## 力士
「増位山」を四股名に用いた力士が複数人存在する。江戸時代に境川浪右エ門が「増位山岩之助」名乗ったことに始まり、江戸時代から明治にかけて活躍した境川浪右衛門が大関に昇進するまで「増位山大四郎」を名乗ったほか、昭和の大関・増位山大志郎（2代目・増位山大四郎）とその長男の増位山太志郎が「増位山」を四股名としている。ただし、この中で姫路市を出身とするのは大志郎のみである。

## アクセス

### 鉄道
- 播但線野里駅下車。或いは砥堀駅から北西へそうめん滝を経由。

### バス
- 姫路駅から神姫バスで「白国」「野里北」下車

81系統「江鮒団地」行、82系統「古法華公園」行、84系統「粟賀」行、85系統「瀬加」行、84・86系統「福崎車庫」行

### 道路
- 市街地から兵庫県道518号砥堀本町線を北上。